# 後港 (臺南市)
後港，是臺灣臺南市七股區的一個傳統地域名稱，位於該區東北端。相較於今日行政區，其範圍大致包括後港里東北部、大潭里。
本地區境內主要聚落為後港東、後港西、大潭藔、頂藔，設有佳里國中後港校區（原後港國中）、後港國小。

## 歷史
台灣日治初期，後港地區為一街庄，稱為「後港庄」（舊制街庄），隸屬於蕭壠堡。該庄昔日西邊及北邊西側一小段與口藔庄為鄰，北邉其餘部分與角帶圍庄、漚汪庄為鄰，東邊為番仔藔庄，南邊為下營庄、城仔內庄、頂山仔庄。
1901年（日治明治三十四年）11月11日，全台廢縣廳改設二十廳，該庄隸屬於鹽水港廳。1904年（明治三十七年）4月1日，該庄編入「下營區」，隸屬於鹽水港廳。1906年（明治三十九年）4月1日，鹽水港廳內管轄區域調整，該庄仍隸屬於下營區。1909年（明治四十二年）10月25日，全台合併二十廳為十二廳，下營區改隸屬於臺南廳。1920年（大正九年）10月1日，全台地方制度大改正，廢十二廳改設五州二廳，該庄改制為「後港」大字，隸屬於臺南州北門郡七股庄（新制街庄）。
戰後七股庄改制為七股鄉，隸屬於臺南縣，大字亦改制為村。1950年（民國39年）10月25日，雲、嘉、南分治，七股鄉仍隸屬於臺南縣。2010年（民國99年）12月25日，臺南縣、市合併為直轄臺南市，七股鄉改制為七股區，村亦改制為里。

## 聚落
本地區發展較早的聚落為後港東、後港西、大潭藔、頂藔，在日治初期的官方地圖上已有記載。

## 交通
省道台17線又稱「西部濱海公路」，是甲南至水底寮的幹道，經過本地區西部的大潭藔聚落。由該道路北行可前往將軍區、北門區、嘉義縣布袋鎮、東石鄉等地；南行可前往七股區七股地區、安南區、臺南市北區/中西區、南區等地。
區道南24線是頂潭至埤頭的道路，其西側端點（起點）位於本地區西部大潭藔聚落的區道南26線路口，由此向北北東會經過本地區頂藔聚落。
區道南26線是青鯤鯓至佳里的道路，經過本地區大潭藔聚落。
區道南26-1線是城子內至港西的道路，其北側端點（終點）位於本地區東部後港東聚落西南側的區道南28線路口，由此向西南轉南會經過後港西聚落東側。
區道南27線是長榮至大路尾的道路，經過本地區東南端。
區道南28線是謝子寮至許竹圍的道路，其西側端點（起點）位於本地區中部略偏西的區道南26線轉角路口，由此向東南東會經過本地區後港東聚落。
區道南30線是頂山至後港的道路，其東側端點（終點）位於本地區中部偏西南的區道南26線路口。

## 學校
- 原後港國中（現為佳里國中後港校區）
- 後港國小

## 公務機關
- 臺南市政府警察局佳里分局後港派出所